# Niccolò Piccinni
Niccolò Vito Piccinni (Bari, Reino de Nápoles, 16 de enero de 1728-Passy, París, República Francesa, 7 de mayo de 1800) fue un compositor clásico italiano, miembro de la escuela napolitana. Fue autor principalmente de obras vocales (sobre todo óperas) y también de varias piezas para clavecín y de música sacra. A pesar de que hoy es un autor poco conocido, fue uno de los compositores de ópera más populares de su época, figura central de la ópera italiana de la segunda mitad del siglo XVIII, que contribuyó de manera determinante al desarrollo de la napolitana ópera bufa. Históricamente, su fama resultó eclipsada por la de figuras de la talla de Galuppi y Pergolesi y algunos grandes que le siguieron, como Paisiello y Cimarosa.

## Biografía
Alumno del conservatorio S. Onofrio de Nápoles, tuvo como profesores a Leonardo Leo y Francesco Durante y como compañero de estudio a Pasquale Anfossi. Compuso su primera ópera, Donne dispettose, en 1754 y su primera ópera seria, Zenobia (1756), fue estrenada en el Teatro San Carlo. En 1758, escribió una nueva ópera, Alexandre aux Indes, con un libreto de Metastasio. Después, Piccinni consiguió un encargo para Roma y se mudó allí en 1758, donde tuvo un éxito considerable, con obras como La buona figliuola (1760), basada en una obra de Carlo Goldoni. Compuso a continuación más de cincuenta nuevas obras líricas y rehízo Alexandre aux Indes en 1774. Pero fue apreciado sobre todo por sus operas bouffes. En 1773, su reputación en Roma comenzó a palidecer frente a la de Anfossi y, en 1776, aceptó una invitación de la corte de Francia y se convirtió en profesor de canto de la reina María Antonieta y director del Théâtre-Italien. Decidió entonces consagrarse principalmente a escribir óperas y, en 1778, compuso su primera ópera francesa, Roland, que le supuso un importante renombre.
Fue en París donde encontró a otro compositor con el que tuvo una rivalidad bien conocida, Gluck, el reformador de la ópera con el objetivo de introducir en ella más verdad dramática. Su disputa, conocida como la Querella de gluckistas y piccinnistas aumentó la notoriedad de Piccinni, pero al final salió triunfante Gluck. La ópera Iphigénie en Tauride de Piccinni (1781) fue representada dos años después de la obra homónima de su oponente.
En 1783 Piccinni hizo representar Didon, considerada como su obra más lograda. El mismo año, la corte de Francia acordó concederle una pensión. Pero a partir de 1784, atravesó un periodo difícil y la competencia de Antonio Sacchini y de Antonio Salieri le pusieron en dificultades. Varias de sus óperas fueron fracasos de público, en particular su Pénélope, en 1785. Al tener algunos problemas durante la Revolución francesa, se le retiró la pensión en 1791, y el matrimonio de su hija con un jacobino le valió una estancia en prisión. Volvió a Nápoles y de allí a Venecia, donde compuso Griselda (1793). Más tarde, en 1798, regresó a París, donde fue nombrado sexto inspector del Conservatorio de París. Su salud estaba por entonces ya muy deteriorada y no pudo cumplir los deberes de su cargo, muriendo en Passy en 1800.

## Catálogo de obras
| Año     | Obra | Tipo de obra                 | Libretista                                                                           | Estreno           |  |
| 1754    | Le donne dispettose (repuesta como Le trame per amore y La massara spiritosa) | Opera buffa                  | Antonio Palomba                                                                      | Nápoles           |  |
| 1755-56 | Il curioso del suo proprio danno | Opera buffa                  | Antonio Palomba, basado en Don Quijote de Cervantes                                  | Nápoles           |  |
| 1755    | Le gelosie (repuesta como Le gelosie, o Le nozze in confusione) | Opera buffa                  | Giovanni Battista Lorenzi                                                            | Nápoles           |  |
| 1756    | Zenobia | Opera seria                  | Pietro Metastasio                                                                    | Nápoles           |  |
| 1757    | La Nitteti | Opera seria                  | Pietro Metastasio                                                                    | Nápoles           |  |
| 1757    | L'amante ridicolo (repuesta como L'amante ridicolo deluso, L'amante deluso, L'amante ridicolo e deluso)                                                                                               | Intermezzo                   | Pioli                                                                                | Nápoles           |  |
| 1757    | La schiava seria (repuesta como Die Slavinn) | Intermezzo                   |                                                                                      | Nápoles           |  |
| 1757    | Caio Mario | Ópera seria                  | Gaetano Roccaforte                                                                   | Nápoles           |  |
| 1758    | Alessandro nelle Indie (1ª versión) (repuesta como Alessandro e Poro) | Ópera seria                  | Pietro Metastasio                                                                    | Roma              |  |
| 1758    | Madama Arrighetta (repuesta como l'intermezzo Petiton y Monsieur Petiton) | Opera buffa                  | Antonio Palomba, basada en Monsieur Petiton, de Goldoni                              | Nápoles           |  |
| 1758    | La scaltra letterata (repuesta como La scaltra spiritosa) | Opera buffa                  | Antonio Palomba                                                                      | Nápoles           |  |
| 1758    | Gli uccellatori | Opera buffa                  | Carlo Goldoni                                                                        | Nápoles o Venecia |  |
| 1759    | Ciro riconosciuto | Ópera seria                  | Pietro Metastasio                                                                    | Nápoles           |  |
| 1759    | Siroe re di Persia | Ópera seria                  | Pietro Metastasio                                                                    | Nápoles           |  |
| 1760    | La buona figliuola (repuesta como La buona figliuola puta, La baronessa riconsciuta, Cecchina nobile, o La buona figluola, Das gute Mädchen, The Accomplish'd Maid, Der fromme Pige y Le bonne fille) | Dramma giocoso               | Carlo Goldoni                                                                        | Roma              |  |
| 1760    | L'Origille | Opera buffa                  | Antonio Palomba                                                                      | Nápoles           |  |
| 1760    | La canterina | Intermezzo                   |                                                                                      | Nápoles           |  |
| 1760    | La furba burlata (musicata in collaborazione con Nicola Bonifacio Logroscino) | Opera buffa                  |                                                                                      | Nápoles           |  |
| 1760    | Il re pastore | Ópera seria                  | Pietro Metastasio                                                                    | Firenze           |  |
| 1760    | Le beffe giovanili | Opera buffa                  | Carlo Goldoni                                                                        | Nápoles           |  |
| 1761    | Le vicende della sorte | Intermezzo                   | Giuseppe Petrosellini, basada en I portentosi effetti della madre natura, de Goldoni | Roma              |  |
| 1761    | La schiavitù per amore | Intermezzo                   |                                                                                      | Roma              |  |
| 1761    | L'Olimpiade (1ª versión) | Ópera seria                  | Pietro Metastasio                                                                    | Roma              |  |
| 1761    | Demofoonte | Ópera seria                  | Pietro Metastasio                                                                    | Reggio Emilia     |  |
| 1762    | La buona figliuola maritata (repuesta como La baronessa riconosciuta e maritata, La Cecchina maritata y La buona moglie)                                                                              | Opera buffa                  | Carlo Goldoni                                                                        | Bologna           |  |
| 1761    | Lo stravagante | Opera buffa                  | Antonio Villani                                                                      | Nápoles           |  |
| 1761    | L'astuto balordo | Opera buffa                  | Giovanni Battista Fagiuoli                                                           | Nápoles           |  |
| 1761-62 | L'astrologa | Opera buffa                  | Pietro Chiari                                                                        | Venecia           |  |
| 1762    | Le avventure di Ridolfo | Intermezzo                   |                                                                                      | Bologna           |  |
| 1762    | Artaserse | Ópera seria                  | Pietro Metastasio                                                                    | Roma              |  |
| 1762    | La bella verità | Opera buffa                  | Carlo Goldoni                                                                        | Bologna           |  |
| 1762    | Antigono | Ópera seria                  | Pietro Metastasio                                                                    | Nápoles           |  |
| 1762    | Il cavalier parigino | Opera buffa                  | Antonio Palomba                                                                      | Nápoles           |  |
| 1762    | Il cavaliere per amore (repuesta como Il fumo villano) | Opera buffa                  | Giuseppe Petrosellini                                                                | Nápoles           |  |
| 1762    | Amor senza malizia | Opera buffa                  |                                                                                      | Norimberga        |  |
| 1763    | Le donne vendicate (repuesta como Il vago disprezzato) | Intermezzo                   | Carlo Goldoni                                                                        | Roma              |  |
| 1763    | Le contadine bizzarre (repuesta como La contadina bizzarra, La sciocchezza in amore, Le contadine astute y Le villanelle astute)                                                                      | Opera buffa                  | Giuseppe Petrosellini                                                                | Venecia           |  |
| 1764    | Gli stravaganti, ossia La schiava riconosciuta (repuesta como La schiava, Gli stravaganti, ossia I matrimoni alla moda, L'eslave, ou Le marin généreux y Die Ausschweifunden)                         | Intermezzo                   |                                                                                      | Roma              |  |
| 1764    | La villeggiatura | Opera buffa                  | Carlo Goldoni                                                                        | Bologna           |  |
| 1764    | Il parrucchiere | Intermezzo                   |                                                                                      | Roma              |  |
| 1764    | L'incognita perseguita | Opera buffa                  | Giuseppe Petrosellini                                                                | Venecia           |  |
| 1764    | L'equivoco | Opera buffa                  | Antonio Villani                                                                      | Nápoles           |  |
| 1764    | La donna vana | Opera buffa                  | Antonio Palomba                                                                      | Nápoles           |  |
| 1764    | Il nuovo Orlando | Opera buffa                  | basado en Orlando furioso di Ludovico Ariosto                                        | Modena            |  |
| 1765    | Il barone di Torreforte | Intermezzo                   |                                                                                      | Roma              |  |
| 1765    | Il finto astrologo | Intermezzo                   | Carlo Goldoni                                                                        | Roma              |  |
| 1765    | L'orfana insidiata | Opera buffa                  |                                                                                      | Nápoles           |  |
| 1766    | La pescatrice, ovvero L'erede riconosciuta (repuesta como L'erede riconosciuta y La pescatrice innocente)                                                                                             | Intermezzo                   | Carlo Goldoni                                                                        | Roma              |  |
| 1766    | La baronessa di Montecupo | Intermezzo                   |                                                                                      | Roma              |  |
| 1766    | L'incostante (repuesta como Il volubile) | Intermezzo                   | Antonio Palomba                                                                      | Roma              |  |
| 1766    | La fiammetta generosa (1° atto) (actos 2° y 3° compuestos por Pasquale Anfossi) | Opera buffa                  |                                                                                      | Nápoles           |  |
| 1766    | La molinarella (repuesta como Il cavaliere Ergasto y La molinara) | Opera buffa                  |                                                                                      | Nápoles           |  |
| 1766    | Il gran Cid (repuesta como Il Cid) | Ópera seria                  | Giovacchini Pizzi                                                                    | Nápoles           |  |
| 1766-67 | La francese maligna | Opera buffa                  |                                                                                      | Nápoles           |  |
| 1767    | La notte critica (repuesta como Die Nacht) | Opera buffa                  | Carlo Goldoni                                                                        | Lisboa            |  |
| 1767    | La finta baronessa | Opera buffa                  | Filippo Livigni                                                                      | Nápoles           |  |
| 1767    | La direttrice prudente (repuesta como La prudente ingegnosa) | Opera buffa                  |                                                                                      | Nápoles           |  |
| 1767    | Mazzina, Acetone e Dindimento | Opera buffa                  |                                                                                      | Nápoles           |  |
| 1768    | L'Olimpiade (2ª versión) | Ópera seria                  | Pietro Metastasio                                                                    | Roma              |  |
| 1768    | Li napoletani in America | Opera buffa                  | Francesco Cerlone                                                                    | Nápoles           |  |
| 1769    | Lo sposo burlato | Intermezzo                   | Giovanni Battista Casti                                                              | Roma              |  |
| 1769    | L'innocenza riconosciuta | Opera buffa                  |                                                                                      | Senigallia        |  |
| 1769    | La finta ciarlatana, ossia Il vecchio credulo | Opera buffa                  |                                                                                      | Nápoles           |  |
| 1769    | Demetrio | Ópera seria                  | Pietro Metastasio                                                                    | Nápoles           |  |
| 1769    | Gli sposi perseguitati | Opera buffa                  | Pasquale Mililotti                                                                   | Nápoles           |  |
| 1770    | Didone abbandonata (repuesta como La Didone) | Ópera seria                  | Pietro Metastasio                                                                    | Roma              |  |
| 1770    | Cesare in Egitto (repuesta como Cesare e Cleopatra) | Ópera seria                  | Giovanni Francesco Bussani                                                           | Milán             |  |
| 1770    | La donna di spirito | Opera buffa                  |                                                                                      | Roma              |  |
| 1770    | Il regno della luna (repuesta como Il mondo della luna) | Opera buffa                  |                                                                                      | Milán             |  |
| 1770    | Gelosia per gelosia | Opera buffa                  | Giovanni Battista Lorenzi                                                            | Nápoles           |  |
| 1770    | L'olandese in Italia | Opera buffa                  | Niccolò Tassi                                                                        | Milán             |  |
| 1770    | Catone in Utica | Dramma per musica            | Pietro Metastasio                                                                    | Mannheim          |  |
| 1770    | Don Chisciotte | Opera buffa                  | Giovanni Battista Lorenzi, sobre Cervantes                                           | Nápoles           |  |
| 1770    | Il finto pazzo per amore | Opera buffa                  |                                                                                      | Nápoles           |  |
| 1771    | Le finte gemelle (repuesta como Le due finte gemelle y Le germane in equivoco) | Intermezzo                   | Giuseppe Petrosellini                                                                | Roma              |  |
| 1771    | La donna de bell'umore | Opera buffa                  |                                                                                      | Nápoles           |  |
| 1771    | La corsara | Opera buffa                  | Giovanni Battista Lorenzi                                                            | Nápoles           |  |
| 1772    | L'americano (repuesta como L'americano incivilito y L'americano ingentilito) | Intermezzo                   |                                                                                      | Roma              |  |
| 1772    | L'astratto, ovvero il giocator fortunato (repuesta como Il giocator fanatico per il lotto) | Opera buffa                  | Giuseppe Petrosellini                                                                | Venecia           |  |
| 1772    | Gli amanti dispersi | Farsa in prosa e intermezzo  |                                                                                      | Nápoles           |  |
| 1772    | Le trame zingaresche | Opera buffa                  | Giovanni Battista Lorenzi                                                            | Nápoles           |  |
| 1772    | Ipermestra | Ópera seria                  | Pietro Metastasio                                                                    | Nápoles           |  |
| 1772    | Scipione in Cartagena | Ópera seria                  | Alvise Giusti                                                                        | Modena            |  |
| 1773    | La sposa collerica | Intermezzo                   |                                                                                      | Roma              |  |
| 1773    | Il vagabondo fortunato | Opera buffa                  | Pasquale Mililotti                                                                   | Nápoles           |  |
| 1773    | Le quattro nazioni, o La vedova scaltra | Opera buffa                  | Carlo Goldoni                                                                        | Roma              |  |
| 1774    | Alessandro nelle Indie (2ª versión) | Opera seria                  | Pietro Metastasio                                                                    | Nápoles           |  |
| 1774    | Gli amanti mascherati | Opera buffa                  |                                                                                      | Nápoles           |  |
| 1775    | L'ignorante astuto | Opera buffa                  | Pasquale Mililotti                                                                   | Nápoles           |  |
| 1775    | Enea in Cuma | Parodia                      | Pasquale Mililotti                                                                   | Nápoles           |  |
| 1775    | I viaggiatori | Opera buffa                  | Pasquale Mililotti, según Goldoni                                                    | Nápoles           |  |
| 1775    | Il sordo | Intermezzo                   |                                                                                      | Nápoles           |  |
| 1775    | La contessina | Opera buffa                  | Marco Coltellini, según Goldoni                                                      | Verona            |  |
| 1776    | La capricciosa (L'incostanza) | Opera buffa                  |                                                                                      | Roma              |  |
| 1776    | Radamisto | Ópera seria                  | Antonio Marchi                                                                       | Nápoles           |  |
| 1777    | Vittorina | Opera buffa                  | Carlo Goldoni                                                                        | Londres           |  |
| 1778    | Roland | Tragédie Lyrique             | Jean-François Marmontel, según Philippe Quinault                                     | París             |  |
| 1778    | Phaon | Drame lyrique                | C. H. Watelet                                                                        | Choisy            |  |
| 1779    | Il vago disprezzato | Opera buffa                  |                                                                                      | París             |  |
| 1780    | Atys | Tragédie lyrique             | Jean-François Marmontel según Philippe Quinault                                      | París             |  |
| 1781    | Iphigénie en Tauride | Tragédie lyrique             | Alphonse du Congé-Dubreuil                                                           | París             |  |
| 1781    | Adéle de Ponthieu | Tragédie lyrique             | Jean-Paul-André des Rasins de Saint-Marc                                             | París             |  |
| 1783    | Didon | Tragédie lyrique             | Jean-François Marmontel sobre Metastasio                                             | Fontainebleau     |  |
| 1783    | Le dormeur éveillé | Opéra comique                | Jean-François Marmontel                                                              | París             |  |
| 1783    | Le faux lord (repuesta como Der verstellte Lord) | Opéra comique                | Giuseppe Maria Piccinni                                                              | Versalles         |  |
| 1784    | Diane et Endymion | Opéra                        | Jean-François Espic Chevalier de Liroux                                              | París             |  |
| 1784    | Lucette | Opéra comique                | Giuseppe Maria Piccinni                                                              | París             |  |
| 1785    | Pénélope | Tragédie lyrique             | Jean-François Marmontel                                                              | Fontainebleau     |  |
| 1787    | Clytemnestre | Tragédie lyrique             | L. G. Pitra                                                                          | París             |  |
| 1792    | La serva onorata | Opera buffa                  | Giovanni Battista Lorenzi, basada en Le nozze di Figaro, de Lorenzo da Ponte         | Nápoles           |  |
| 1793    | Le trame in maschera | Opera buffa                  |                                                                                      | Nápoles           |  |
| 1793    | Ercole al Termedonte (repuesta como La disfatta delle Amazzoni) | Opera seria                  |                                                                                      | Nápoles           |  |
| 1793    | La Griselda | Dramma eroicomico per musica | Angelo Anelli                                                                        | Venecia           |  |
| 1794    | Il servo padrone, ossia L'amor perfetto | Opera buffa                  | Caterino Mazzolà                                                                     | Venecia           |  |
| -       | I Decemviri | Opera seria                  |                                                                                      |                   |  |
| -       | Il finto turco | Opera buffa                  |                                                                                      |                   |  |
| 1764    | Berenice (obra de autoría dudosa) | Opera seria                  | Benedetto Pasqualigo                                                                 | Nápoles           |  |
| 1770    | Il conte bagiano (obra de autoría dudosa) | Intemerzzo                   |                                                                                      | Roma              |  |
| 1772    | La lavandara astuta (obra de autoría dudosa) | Opera buffa                  |                                                                                      | Lucca             |  |
| 1787    | L'enièvement des Sabines (obra de autoría dudosa) |                              |                                                                                      | París             |  |
| 1793    | Der Schlosser (obra de autoría dudosa) |                              |                                                                                      |                   |  |
| -       | Sermiculo (obra de autoría dudosa) | Intermezzo                   |                                                                                      |                   |  |
| -       | La pie voleuse, ou La servante de Valaiseau (obra de autoría dudosa) |                              |                                                                                      |                   |  |
| -       | Les mensonges officieux (obra de autoría dudosa) | Opéra comique                | Giuseppe Maria Piccinni                                                              | París             |  |
| -       | Les fourberies de marine (obra de autoría dudosa) | Opéra comique                |                                                                                      | París             |  |
| -       | I portenosi effetti (obra de autoría dudosa) | Opera buffa                  |                                                                                      |                   |  |
| -       | Le donne di teatro (obra de autoría dudosa) |                              |                                                                                      |                   |  |
| -       | Amante in campagna | Intermezzo                   |                                                                                      |                   |  |
| -       | Le Cigisbé (obra de autoría dudosa) | Opéra comique                |                                                                                      | París             |  |
| -       | Hymne a l'Hymen, para orquesta de fiati. | Orquestal                    | -                                                                                    | -                 |  |
| 1799    | Hymne a l'hymne pour la célébration des mariages (texto: Ginguené), para orquesta de fiati | Orquestal                    | -                                                                                    | -                 |  |